# اوه بانوی من (مجموعه تلویزیونی ۲۰۲۱)
اوه بانوی من (انگلیسی: Oh My Ladylord; کره‌ای: 오! 주인님) یک مجموعه تلویزیونی کره جنوبی سال ۲۰۲۱ با بازی لی مین کی، نانا و کانگ مین هیوک است. این مجموعه از ۲۴ مارس تا ۱۳ مه ۲۰۲۱، روزهای چهارشنبه و پنجشنبه ساعت ۲۱:۳۰ (کی‌اس‌تی) از ام‌بی‌سی برای ۱۶ قسمت پخش شد. این مجموعه همچنین برای استریم در آی‌چی‌یی با عنوان «Oh! Master» قابل دسترسی است.